# Metasequoia glyptostroboides
 (octobre 2015).
Si vous disposez d'ouvrages ou d'articles de référence ou si vous connaissez des sites web de qualité traitant du thème abordé ici, merci de compléter l'article en donnant les références utiles à sa vérifiabilité et en les liant à la section « Notes et références ».
Genre
Espèce
Statut de conservation UICN

 EN B1ab(iii,v) : En danger
Classification phylogénétique
Metasequoia glyptostroboides, aussi appelé sapin d'eau, est une espèce de grand arbre de la famille des Taxodiaceae, ou des Cupressaceae selon la classification phylogénétique. Il est originaire de Chine où il a été découvert en 1943. 
C'est l'unique espèce vivante du genre Metasequoia. Si l'espèce ne remonte qu'au Pliocène (comme de nombreuses espèces végétales actuelles) le genre remonte au moins au Jurassique. À ce titre elle est considérée comme une forme panchronique, c'est-à-dire une relique d'un genre anciennement très répandu et aujourd'hui quasiment disparu.
Le nom du genre Metasequoia vient du grec meta (« proche de ») et de sequoia, un genre de grands arbres de la même famille. L'épithète spécifique glyptostroboides signifie « semblable au Glyptostrobus ». Glyptostrobus pensilis est un cyprès chinois des marais, également originaire de Chine.

## Description

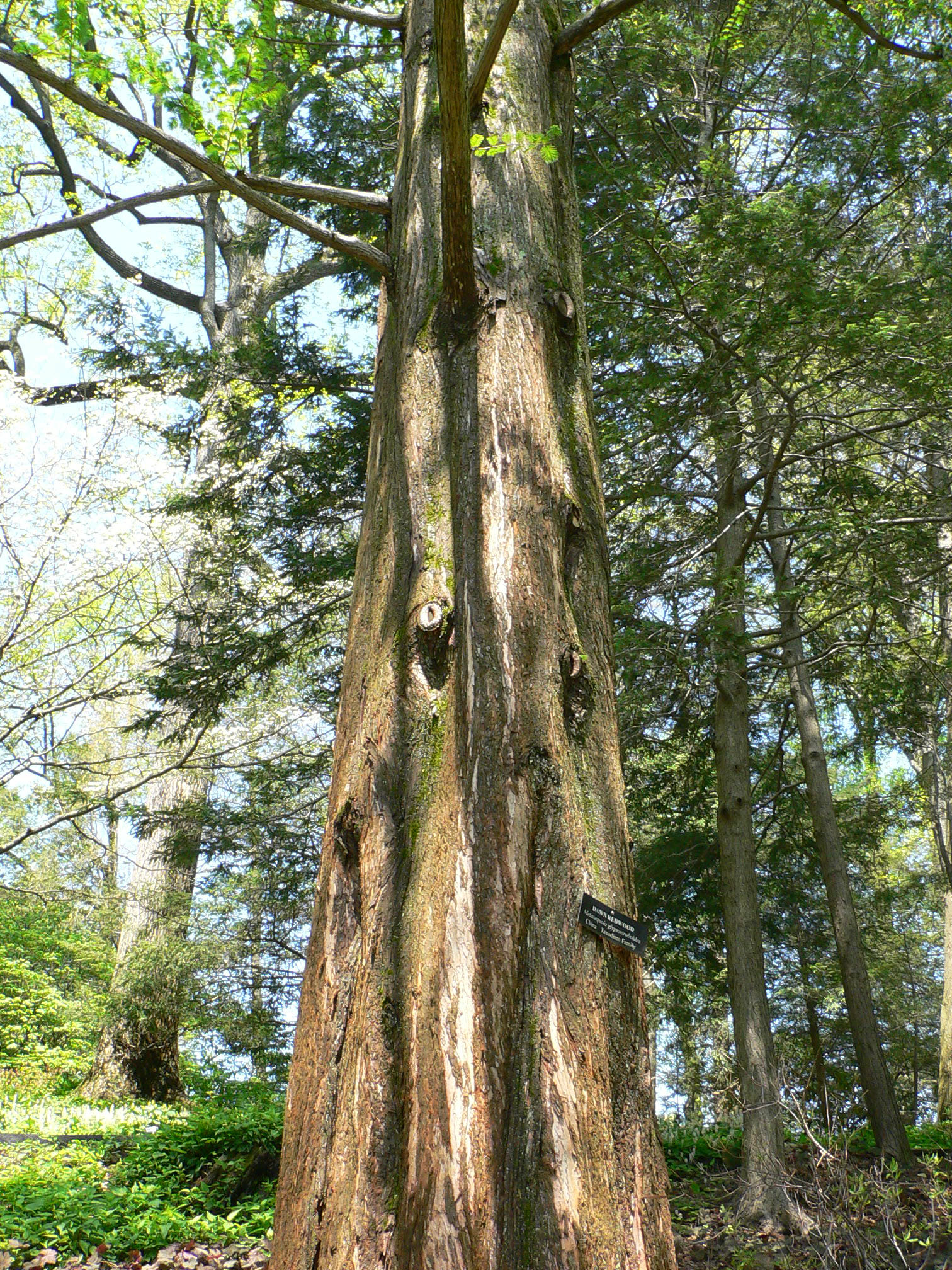
Aspect du tronc.

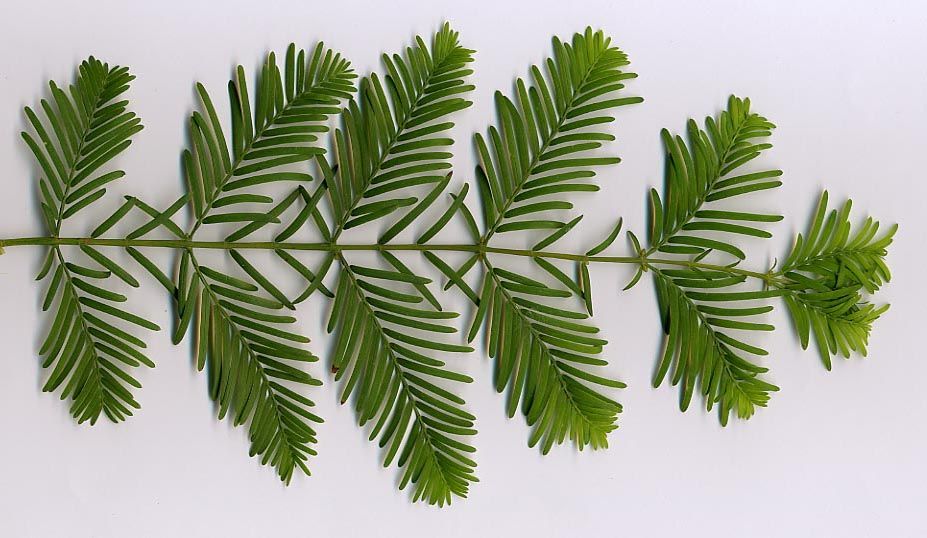
Feuilles opposées et caduques.

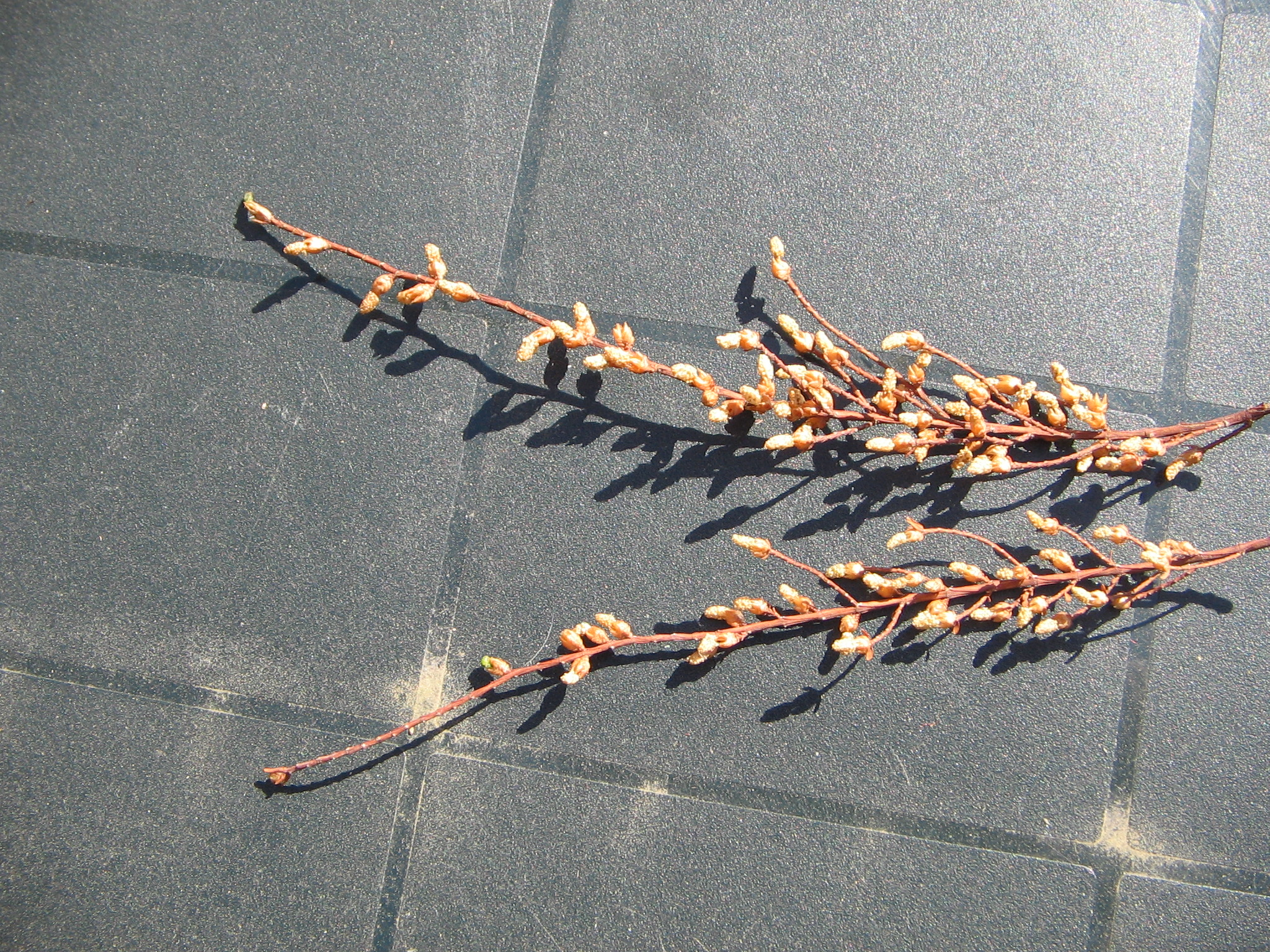
Cônes mâles en panicules.

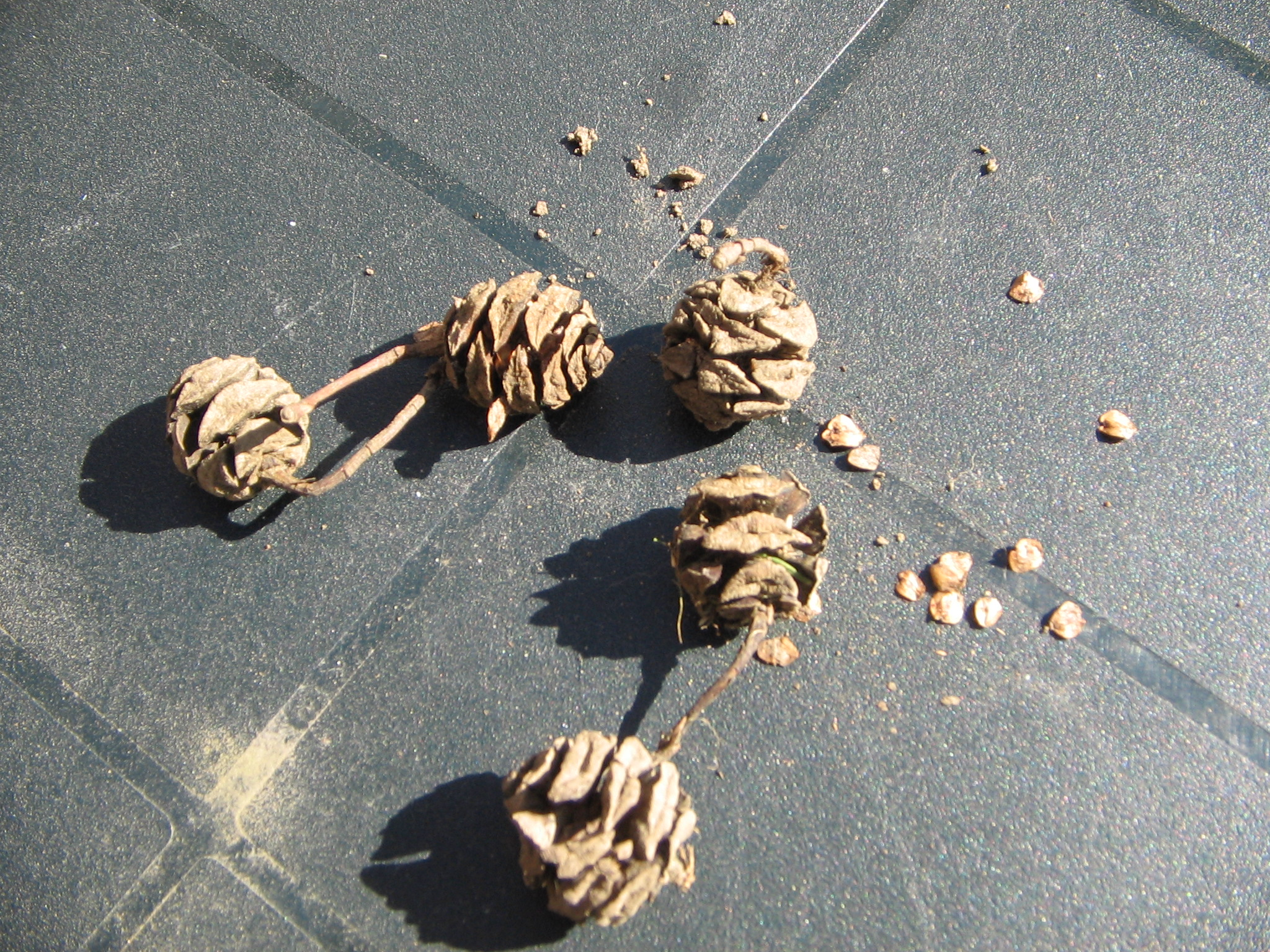
Cônes femelles matures libérant leurs graines.

Le métaséquoia de Chine est un grand arbre, à croissance très rapide, qui peut atteindre 50 à 60 mètres de haut avec un tronc droit de deux mètres de diamètre, et au port conique, ou colonnaire dans certaines conditions[Lesquelles ?].
Son feuillage est formé de feuilles opposées simples, entières, linéaires et souples, longues de 0,8 à 1,5 cm. C'est un arbre à feuillage caduc, caractéristique assez rare chez les conifères, qu'il partage avec les mélèzes et le cyprès chauve. Ses feuilles vert brillant prennent une belle couleur rouge cuivrée à l'automne avant de tomber.
Les cônes globuleux mesurent 2 à 3 cm de diamètre et possèdent 16 à 30 écailles disposées en paires opposées sur quatre rangs, chaque paire étant à angle droit par rapport à la paire adjacente.

## Culture
Le metaséquoia est un arbre à croissance rapide. En sol humide et ensoleillé, un métaséquoïa peut grandir d'environ un mètre par an.

## Aire de répartition
Les derniers exemplaires spontanés de cette espèce se trouvent en Chine dans les régions de Hubei (Lichuan) principalement, mais aussi dans le Hunan et dans le Sichuan. Cet arbre est inscrit sur la liste rouge de l'UICN des espèces sauvages en voie de disparition.

## Histoire

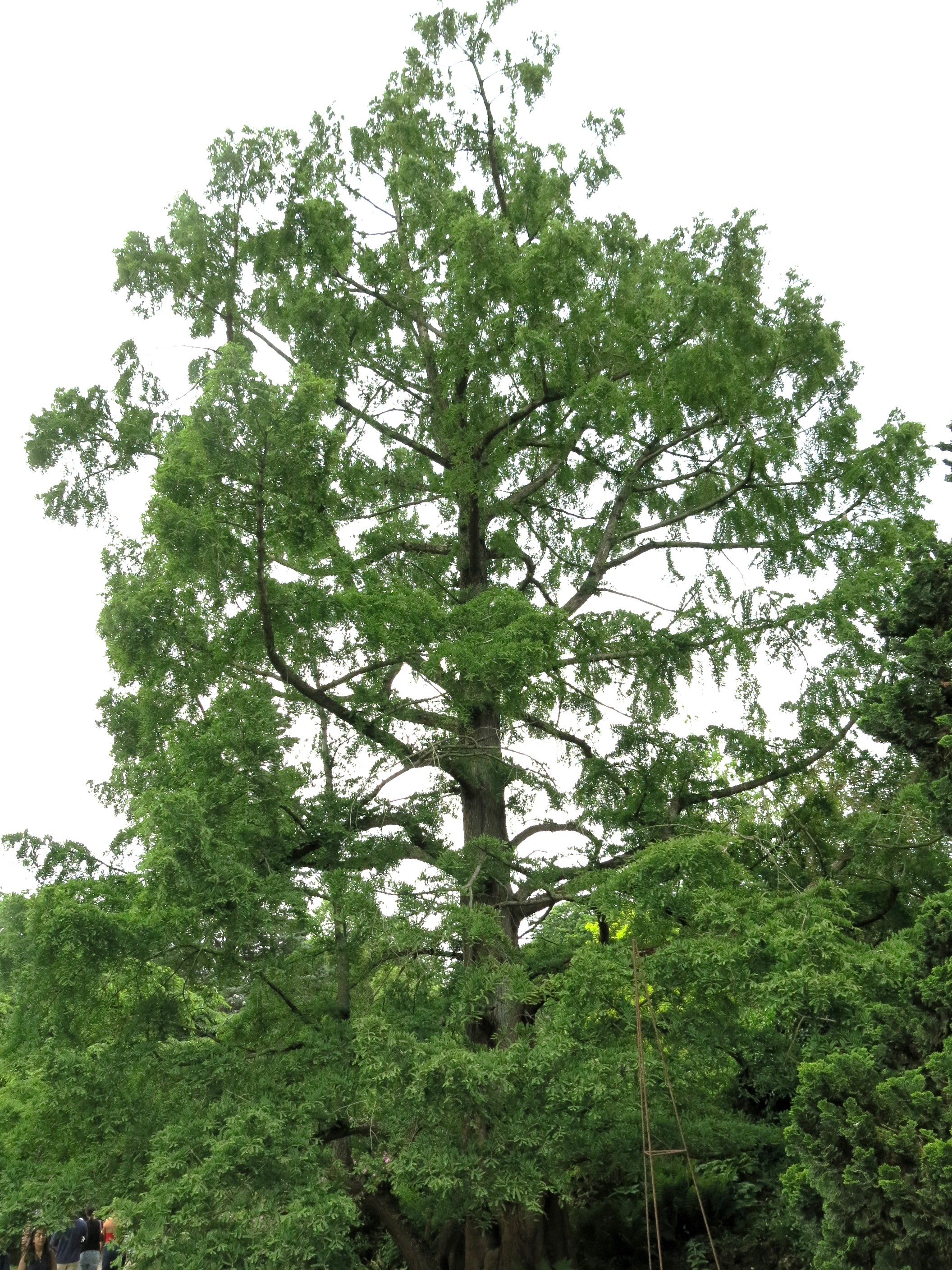
Le Metasequoia du jardin des Plantes de Paris.

Source :
Le métaséquoïa a d'abord été décrit en 1941 par le docteur japonais Shigeru Miki (1901-1974) comme un fossile de l'ère mésozoïque, vieux de plus de 150 millions d'années.
La même année, un forestier dénommé T. Kan parcourant les provinces chinoises du Sichuan et du Hubei trouva un très grand arbre particulier. Cet arbre était situé près d'un sanctuaire et dénommé shuishan 水杉 (« sapin d'eau ») par les habitants.
En 1943, l'inspecteur des forêts chinois Zhan Wang (1911–2000) ramassa des échantillons d'un arbre non identifié à Modaoxi (maintenant Moudao, district de Lichuan, province de Hubei) qui était probablement le même arbre que celui identifié par T. Kan. Ces échantillons appartenaient à une espèce non identifiée, mais la guerre civile chinoise arrêta les recherches.
En 1946, les professeurs Wan Chun Cheng et Hu Xiansu firent le lien entre ces échantillons et les travaux de Shigeru Miki et le décrivirent comme une nouvelle espèce en 1948.
La même année, l'arboretum Arnold de l'université Harvard finança une expédition pour collecter d'autres spécimens de l'arbre découvert par T. Kan. Il distribua des graines et des plants à divers arboretums et universités pour des plantations expérimentales. Deux d'entre eux furent donnés au jardin de Hunnewell (Wellesley (Massachusetts)) et étaient toujours en vie en 2006. L'un d'entre eux fut planté dans le jardin alpin du jardin des Plantes de Paris. C'est donc un des plus anciens metasequoia cultivés. En 2024, il atteint une grande hauteur.
Depuis, de nombreux jardins botaniques cultivent cette espèce que l'on croyait disparue depuis environ 100 millions d'années. Ses graines germent facilement et les plants montrent un développement rapide. On en trouve aussi dans les jardineries.

## Utilisation
C'est une espèce rustique sous climat tempéré, qui s'acclimate facilement en culture dans les jardins. Elle est désormais largement plantée comme arbre d'ornement dans les parcs du monde entier.
De nombreux cultivars ont été sélectionnés et sont proposés en culture depuis le début des années 1980. Le premier, à port pyramidal étroit, créé en 1958 par l'Arboretum national des États-Unis, fut baptisé Metasequoia glyptostroboides 'National'.

## Galerie

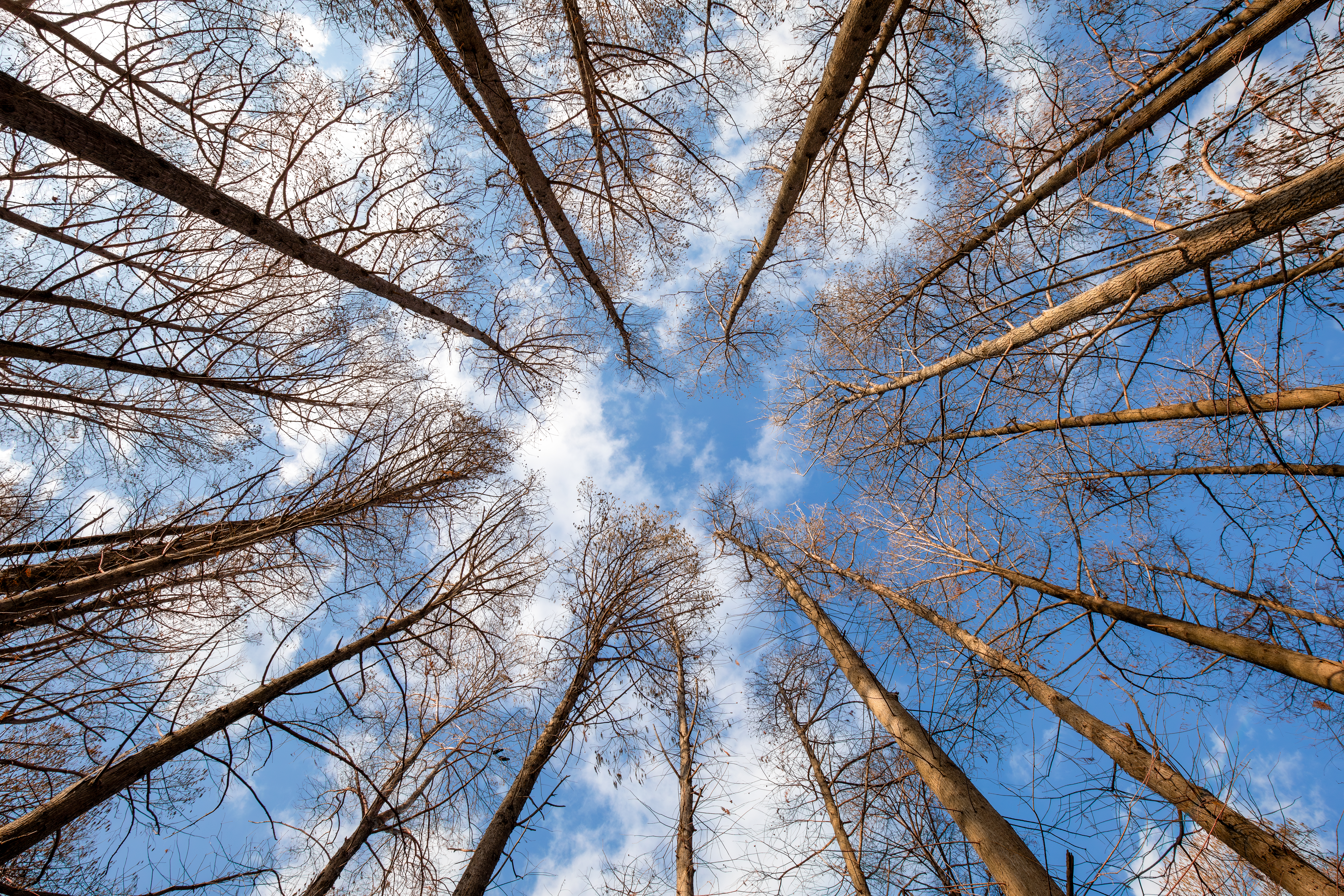
Metasequoia glyptostroboides du jardin botanique du parc Nagai à Osaka.
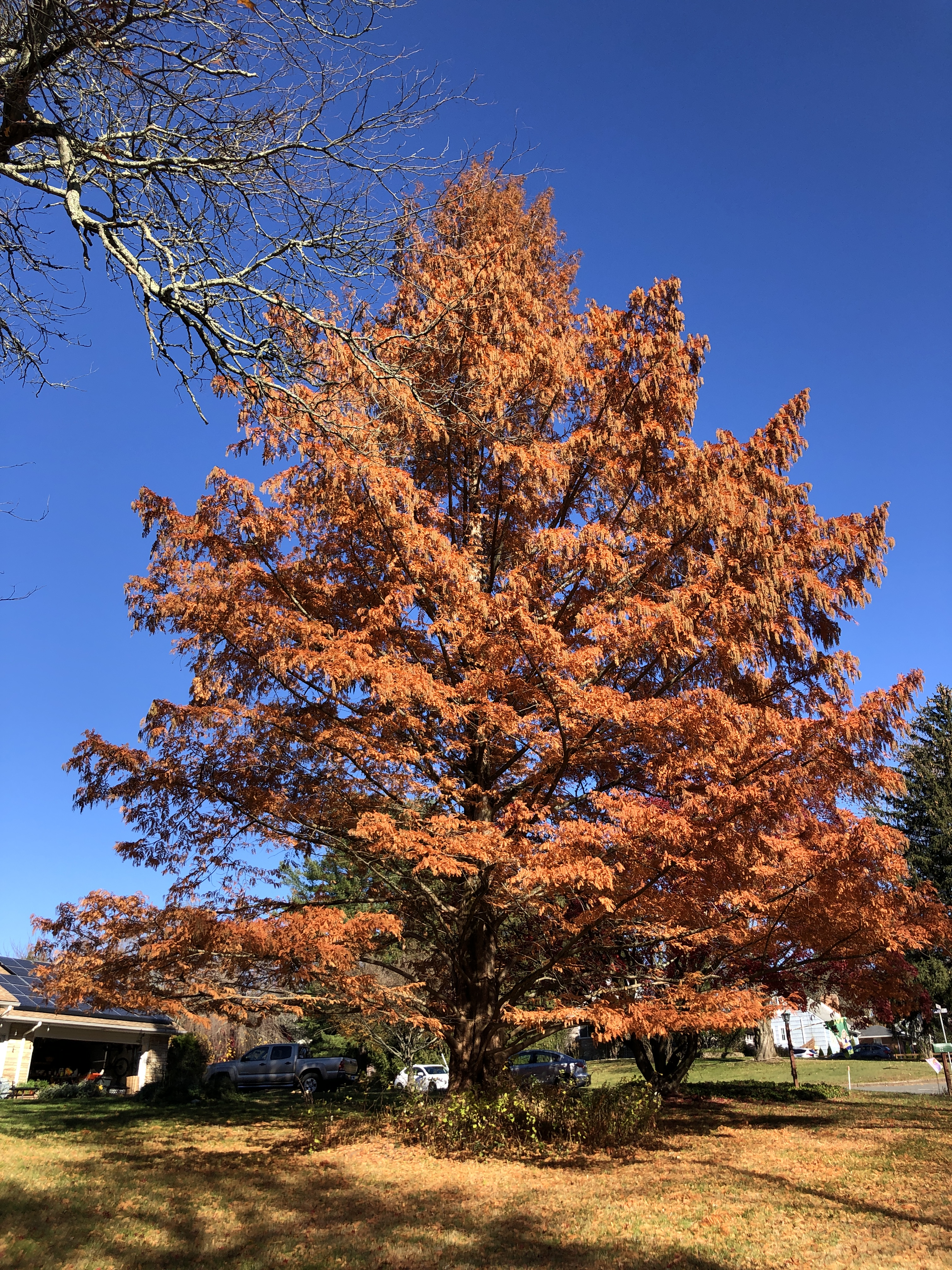
En automne.
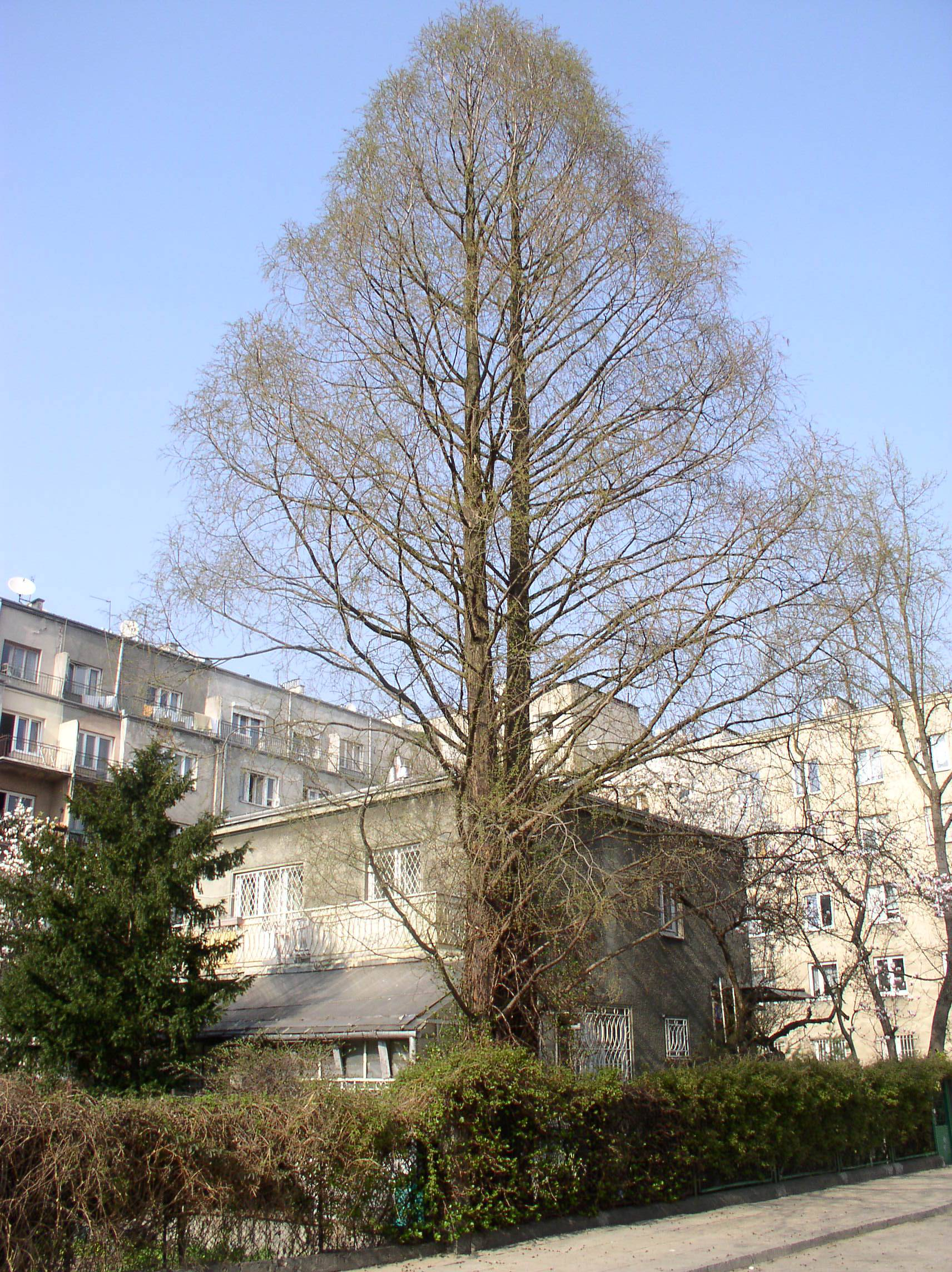
En hiver.

### Metasequoia
- (en) Flora of China : Metasequoia
- (en) Catalogue of Life : Metasequoia (consulté le 11 décembre 2020)
- (fr) Tela Botanica (France métro) : Metasequoia Hu & Cheng
- (en) Paleobiology Database : Metasequoia  Miki
- (fr + en) ITIS : Metasequoia  Miki ex Hu et W. C. Cheng
- (en) NCBI : Metasequoia (taxons inclus)
- (en) UICN : taxon  Metasequoia  (consulté le 6 janvier 2023)
- (en) GRIN : genre Metasequoia  Hu et W. C. Cheng (+liste d'espèces contenant des synonymes)
- Metasequoia dans la Gymnosperm database

### Metasequoia glyptostroboides
- (en) Flora of China : Metasequoia glyptostroboides
- (en) Catalogue of Life : Metasequoia glyptostroboides H. H. Hu & W. C. Cheng (consulté le 15 décembre 2020)
- (fr) Tela Botanica (France métro) : Metasequoia glyptostroboides  Hu & W.C.Cheng, 1948
- (fr + en) ITIS : Metasequoia glyptostroboides  Hu et W. C. Cheng
- (en) NCBI : Metasequoia glyptostroboides (taxons inclus)
- (en) UICN : espèce Metasequoia glyptostroboides Hu & W.C.Cheng, 1948 (consulté le 26 mai 2015)
- (en) GRIN : espèce Metasequoia glyptostroboides  Hu & W. C. Cheng